# William Oefelein
William Anthony „Bill” Oefelein (ur. 29 marca 1965 w Fort Belvoir w stanie Wirginia) – amerykański astronauta, komandor porucznik United States Navy w stanie spoczynku, inżynier i przedsiębiorca.

## Wykształcenie i służba wojskowa
- 1983 – ukończył szkołę średnią (West Anchorage High School) w Anchorage na Alasce.
- 1988 – został absolwentem Oregon State University, na którym uzyskał licencjat w dziedzinie inżynierii elektrycznej. Po zakończeniu kursów przygotowawczych dla kandydatów na oficerów lotnictwa Marynarki Wojennej (Aviation Officer Candidate School) w bazie lotniczej Pensacola na Florydzie otrzymał stopień podporucznika.
- 1989–1994 – w 1990 zakończył roczne szkolenie lotnicze, które odbył w Teksasie. Od września 1990 został pilotem lotnictwa morskiego. W celu podniesienia kwalifikacji został skierowany do 101 eskadry myśliwców szturmowych piechoty morskiej (Marine Fighter/Attack Training Squadron 101 – VMFA 101), stacjonującej w bazie El Toro w Kalifornii. Tam szkolił się na samolocie F/A-18. Później dostał przydział do 146 eskadry myśliwców (Strike Fighter Squadron 146 – VFA-146) w bazie lotniczej Lemoore w Kalifornii. Na pokładzie lotniskowca USS „Nimitz” brał udział w rejsach bojowych na Oceanie Spokojnym i Indyjskim. W Zatoce Perskiej uczestniczył w operacji Southern Watch, polegającej na patrolowaniu zdemilitaryzowanej strefy Iraku. W czasie służby w VFA-146 odbył przeszkolenie w Szkole Myśliwców Lotnictwa Morskiego „Topgun” (Navy Fighter Weapon School). Potem został zastępcą dowódcy eskadry ds. uzbrojenia typu „powietrze-powietrze” i taktyki.
- 1995 – w styczniu rozpoczął szkolenie w Szkole Pilotów Doświadczalnych Marynarki Wojennej (US Naval Test Pilot School) w bazie lotniczej Patuxent River w stanie Maryland. Po jego zakończeniu, w grudniu 1995, został skierowany do doświadczalnej eskadry lotnictwa szturmowego marynarki wojennej (Naval Strike Aircraft Test Squadron – NSATS), gdzie był pilotem doświadczalnym i koordynatorem testów samolotu F/A-18.
- 1997 – w lutym powrócił do Szkoły Pilotów Doświadczalnych Marynarki Wojennej jako pilot-instruktor samolotów F/A-18, T-2 i U-6.
- 1998 – po ukończeniu University of Tennessee Space Institute uzyskał magisterium w zakresie systemów lotniczych. Później otrzymał przydział do 8 Skrzydła Lotniczego (Carrier Air Wing 8), stacjonującego w bazie Oceana w Wirginii, gdzie do czasu przyjęcia do grupy astronautów był koordynatorem ds. operacji szturmowych.
- 2008 – jesienią opuścił szeregi US Navy.

Jako pilot wylatał ponad 3000 godzin na ponad pięćdziesięciu typach samolotów. Wykonał ponad 200 lądowań na lotniskowcach.

## Praca w NASA i kariera astronauty
- 4 czerwca 1998 – został przyjęty do korpusu astronautów amerykańskich (NASA-17(inne języki)) jako kandydat na pilota wahadłowca.
- 1999 – zakończył szkolenie podstawowe, po którym otrzymał uprawnienia pilota wahadłowca i przydział do Biura Astronautów NASA. Pracował w działach: łączności z załogami (CapCom Branch) oraz perspektywicznych pojazdów kosmicznych (Advanced Vehicles Branch).
- 27 lutego 2002 – został mianowany pilotem załogi misji STS-116. Start wahadłowca został zaplanowany na 30 maja 2003. Po katastrofie wahadłowca Columbia plan lotów został jednak gruntownie zmieniony, a lot przesunięto na 2006.
- Grudzień 2006 – wziął udział w 12-dniowym locie STS-116.
- 1 czerwca 2007 – został przeniesiony do służby w Marynarce Wojennej.

## Odznaczenia
- Medal Lotniczy
- Navy Commendation Medal
- Navy Achievement Medal
- National Defense Service Medal
- Universal Astronaut Insignia za lot orbitalny (nr 447) – Stowarzyszenie Uczestników Lotów Kosmicznych (Association of Space Explorers(inne języki))[1]

## Dane lotu
| Lot kosmiczny, w którym uczestniczył William A. Oefelein                  | Lot kosmiczny, w którym uczestniczył William A. Oefelein | Lot kosmiczny, w którym uczestniczył William A. Oefelein | Lot kosmiczny, w którym uczestniczył William A. Oefelein | Lot kosmiczny, w którym uczestniczył William A. Oefelein | Lot kosmiczny, w którym uczestniczył William A. Oefelein | Lot kosmiczny, w którym uczestniczył William A. Oefelein |
| Data startu                                                               | Statek kosmiczny                                         | Data lądowania                                           | Statek kosmiczny                                         | Funkcja                                                  | Czas trwania                                             |                                                          |
| ------------------------------------------------------------------------- | -------------------------------------------------------- | -------------------------------------------------------- | -------------------------------------------------------- | -------------------------------------------------------- | -------------------------------------------------------- | -------------------------------------------------------- |
| 10 grudnia 2006                                                           | STS-116 Discovery F-33                                   | 22 grudnia 2006                                          | STS-116 Discovery F-33                                   | Pilot                                                    | 12 dni 20 godzin 44 minuty i 24 sekundy                  |                                                          |
| Łączny czas spędzony w kosmosie – 12 dni 20 godzin 44 minuty i 24 sekundy |                                                          |                                                          |                                                          |                                                          |                                                          |                                                          |